# Gyula Illyés
Gyula Illyés (2 noiembrie 1902 - d. 15 aprilie 1983) a fost un scriitor maghiar.
Scrierile sale au ca temă principală viața rurală, istoria țării sau viața personală.

## Opera
- 1931: Trei bătrâne ("Három öreg"), pe teme rurale
- 1932: Tinerețe ("Ifjúság"), idem
- 1933: Vorbesc despre eroi ("Hősőkről beszélek"), eseu pe tema proletariatului agricol
- 1936: Poporul pustelor ("Puszták népe")
- 1936: Petőfi Sándor, biografie
- 1941: Primăvară timpurie ("Koratavasz"), roman autobiografic
- 1952: Ozorai példa (Pilda de la Ozora), teatru cu tematică istorică
- 1953: Făclia ("Fáklyaláng").